# Schwarze Kettennatter
Die Schwarze Kettennatter (Lampropeltis nigra) ist eine Schlangenart aus der Familie der Nattern, die in den östlichen USA zwischen den Appalachen im Osten und dem Mississippi im Westen vorkommt. Im Norden reicht das Verbreitungsgebiet bis in den Süden von Illinois, Indiana und Ohio, im Süden erreicht es zwischen der Mündung des Mississippi und der des Alabama Rivers die Küste des Golfs von Mexiko.

## Merkmale
Die Schwarze Kettennatter ist eine relativ große Natternart, die in der Regel eine Länge von 90 bis 122 cm, in seltenen Fällen auch bis über 180 cm erreichen kann. Die Anzahl der Bauchschuppen liegt bei 197 bis 222, Männchen haben 45 bis 59 Subcaudalen, während bei Weibchen 37 bis 51 Subcaudale gezählt wurden. Die vergrößerte Analschuppe ist einteilig. Auf der Körpermitte verlaufen 19 bis 25 Dorsalschuppenreihen. Alle Schuppen sind glatt. Von anderen Kettennattern kann die Schwarze Kettennatter am besten durch ihre Färbung unterschieden werden. Sie hat eine schwarze Grundfärbung, selten mit schwach ausgeprägten dorsalen Querbändern. Jede Schuppe der Rückenseite zeigt auf der Mitte einen gelben oder weißen Fleck. Dies ist im südlichen Teil ihres Verbreitungsgebiets am stärksten ausgeprägt und verblasst im Norden des Verbreitungsgebietes, wo viele adulte Exemplare fast vollständig schwarz sind. Die Bauchseite ist weiß-schwarz gescheckt.

## Lebensraum
Die Schwarze Kettennatter kommt in verschiedenen Habitaten vor. Dazu gehören felsige Hügellandschaften mit trockenem Klima, offenes Waldland, trockene Prärien und Flusstäler.

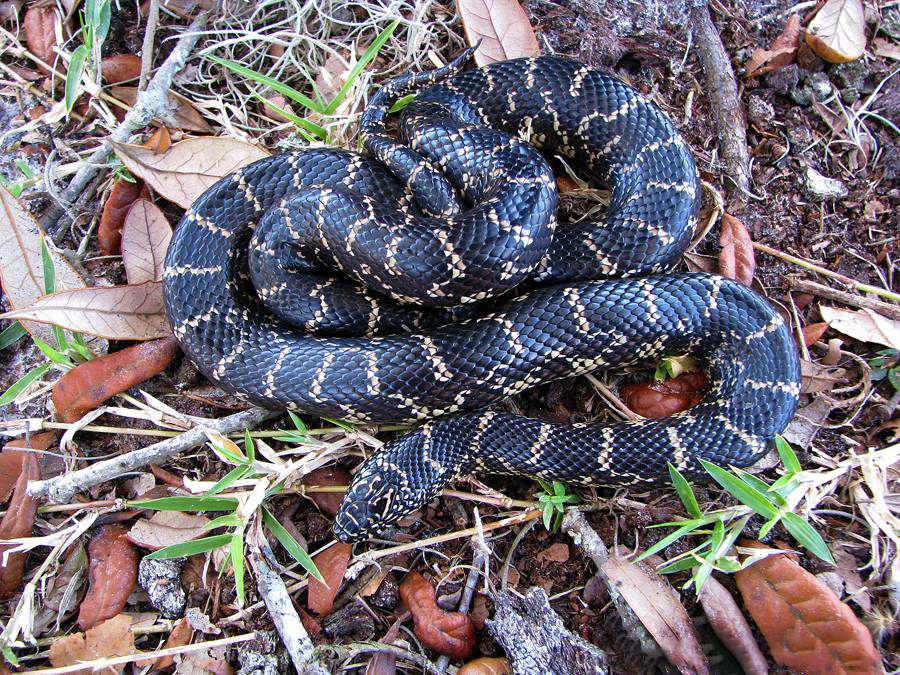
Ketten-Königsnatter (Lampropeltis getula)

## Systematik
Die Schwarze Kettennatter wurde 1882 durch den amerikanischen Zoologen Harry Crécy Yarrow als Ophibolus getulus niger erstmals wissenschaftlich beschrieben. Sie galt lange Zeit als Unterart der Ketten-Königsnatter (Lampropeltis getula), erhielt 2009 aber den Status einer eigenständigen Art. Schwarze Kettennatter und Ketten-Königsnatter sind allerdings Schwesterarten. Sie trennten sich vor 0,75 bis 3,35 Millionen Jahren voneinander.

## Belege
1. ↑  Lampropeltis nigra In: The Reptile Database
2. 1 2  R Alexander Pyron u. Frank T Burbrink: Systematics Of The Common Kingsnake (Lampropeltis Getula; Serpentes: Colubridae) And The Burden Of Heritage In Taxonomy. Januar 2009, Zootaxa 2241:22-32, DOI:10.5281/zenodo.190597
3. ↑  Roger Conant: Field Guide to Reptiles and Amphibians of Eastern and Central North America. Peterson Field Guides, ISBN 0-395-19977-8. S. 203.
4. ↑  Harry Crécy Yarrow (1881): Description of new species of reptiles and amphibians in the US National Museum. Proc. US Natl. Mus. 5: 438–443